# Marie Hajdová
Marie Hajdová (* 29. července 1986 Jeseník) je spisovatelka, knižní redaktorka, korektorka a překladatelka. Působila v Praze v několika českých nakladatelstvích, nyní žije a pracuje v Jeseníku.

## Život a dílo
Po maturitě na Střední škole informačních a knihovnických služeb v Brně vystudovala v roce 2013 obor Informační studia a knihovnictví na Filozofické fakultě Univerzity Karlovy (UK) v Praze. Tři roky studovala na Fakultě sociálních studií UK obor Mediální studia. Již během studií začala pracovat jako knižní redaktorka v nakladatelství Mladá fronta (dnes součástí Albatros Media). V této profesi pokračovala i po ukončení školy, působila v různých nakladatelstvích, vedla redakci překladové beletrie v nakladatelství Grada (COSMOPOLIS). V současné době je činná především jako korektorka a knižní redaktorka na volné noze, překládá také romány z angličtiny pro edici Harlequin.
V roce 2018 připravila spolu se spolkem AutoMat publikaci Městem na kole, která se věnuje městské cyklistice. Mimo redakční práci spolupracovala s literárním serverem iLiteratura na sérii rozhovorů s českými překladateli. Podílela se na vzniku knih z různých oborů. Spolupracovala například i na komiksu Malá máma1,2. Její texty vyšly v některých časopisech. V roce 2022 vyšla v nakladatelství Paseka její prvotina Jeřabinový dům.